# Juan Vicente Pérez Mora
Pérez  Mora est un nom espagnol. Le premier nom de famille, en général paternel, est Pérez ; le second, en général maternel, souvent omis, est Mora.
Juan Vicente Pérez Mora, né le 27 mai 1909 à El Cobre (État de Táchira) et mort le 2 avril 2024 à San José de Bolívar (État de Táchira), est un supercentenaire vénézuélien. 
Il était le doyen masculin de l'humanité depuis le décès de l'Espagnol Saturnino de la Fuente García le 18 janvier 2022.

## Biographie
Fils d'Euquitio Pérez et d'Edelmira Mora, Juan Vicente est prénommé ainsi en hommage au dictateur libéral Juan Vicente Gómez. Né le 27 mai 1909 à El Cobre, dans l’État de Táchira, il grandit dans la ferme familiale de San José de Bolívar, acquise en 1913, et, dès l'âge de 5 ans, aide ses parents dans les plantations de canne à sucre et de café. À l'âge adulte, il demeure paysan, tout en exerçant la charge de médiateur dans le cadre de litiges fonciers.
En 1938, alors âgé de 28 ans, il rencontre Ediofina del Rosario García, qu’il épouse deux mois plus tard. Ils ont ensemble onze enfants — dont un fils et trois filles, âgés de 65 à 80 ans, sont encore en vie en 2021 —, 18 petits-enfants et 41 arrière-petits-enfants. Ediofina meurt en 1998 à l'âge de 81 ans, après presque 60 ans de mariage.
Juan Vicente Pérez est un homme austère et souriant. Il ne quitte son village de montagne que très exceptionnellement, n'ayant visité Caracas qu'une seule fois au cours de sa vie, et a toujours refusé de posséder une télévision. S'interdisant les médicaments, il se soigne avec des plantes récoltées dans les champs avoisinant sa maison. En 2020, la pension de retraite de Juan Vicente Pérez représente moins de 20 dollars par mois. Se déplaçant en fauteuil roulant, il vit toujours dans la maison familiale, où il est soigné et assisté par sa fille María, âgée de 66 ans. Juan Vicente Pérez est également un homme de piété et de prière. À l'âge de 113 ans, il récite encore notamment le chapelet deux fois par jour et, ne pouvant plus se déplacer, écoute quotidiennement la messe à la radio. 
Surnommé « el tío » (« l'oncle »), Juan Vicente Pérez représente pour EFE « un siècle de coutumes qui résiste parmi les montagnes ».

## Record de longévité
Juan Vicente Pérez devient officiellement le doyen des Vénézuéliens en 2020. Âgé de 111 ans, il devient dans le même temps le premier supercentenaire officiellement reconnu comme tel au Vénézuéla. Le 18 janvier 2022, à l'âge de 112 ans, il devient le doyen masculin de l'humanité à la suite de la mort de Saturnino de la Fuente García. Le Livre Guinness des records note alors que Juan Vicente Pérez « a une santé et une mémoire exceptionnelles ». Celui-ci déclare par ailleurs vouloir vivre encore longtemps et souhaite qu'à sa mort on se souvienne de lui comme d’« un homme travailleur, fidèle à sa femme et persévérant dans sa profonde dévotion religieuse, en tant que catholique ».